# エーランド島南部の農業景観
「エーランド島南部の農業景観」は、スウェーデンにある文化的景観の一種で、ユネスコの世界遺産に登録されている。エーランド島にはStora alvaretと呼ばれる石灰岩に覆われた不毛の平原が広がっているが、そのやせた地質と高いpHレベルのせいで、多くの希少種を含む植生が見られる。世界遺産登録理由は、その傑出した生物多様性と先史時代からの人類の苦闘の痕跡とが評価されたものである（ただし複合遺産ではなく文化遺産としての登録）。この地形は島の4分の1以上にあたる260km2以上にわたって広がっており、この種の地形としてはヨーロッパ最大級である。
不毛の平原といってもしばしば誤解されるような草一本生えない場所というわけではなく、pygmy forestと同種の、まばらだけれども多様な小樹木は見られるのである。

## 地形の起源
石灰岩の平原は、氷期の早い段階から氷河によって形成されたものである。石灰岩それ自体の形成は、より南の海で約5億年前に行われたもので、段階的に固まりながら北へと漂流したため、海棲生物の化石を多く含んでいる。例えば、現在の島からはオウムガイの祖先に当たるオルトケラス（Orthoceras）の化石が発見されている。
およそ11000年前に最後の氷河が融解しだして圧力が弱まったのに伴って、ようやくエーランド島の最初の地面がバルト海から顔を出した。それからの数千年以上にわたり、一層氷は解け、当時はまだ氷で陸続きになっていた本土から人類をはじめとする大型哺乳類が移り住んでいった。最終的に、剥き出しの石灰岩と吹き寄せる風が、地表2cmほどの不毛な土壌を形成した。島の多くの場所では地表は石灰岩に覆われている。

## 先史時代の人類

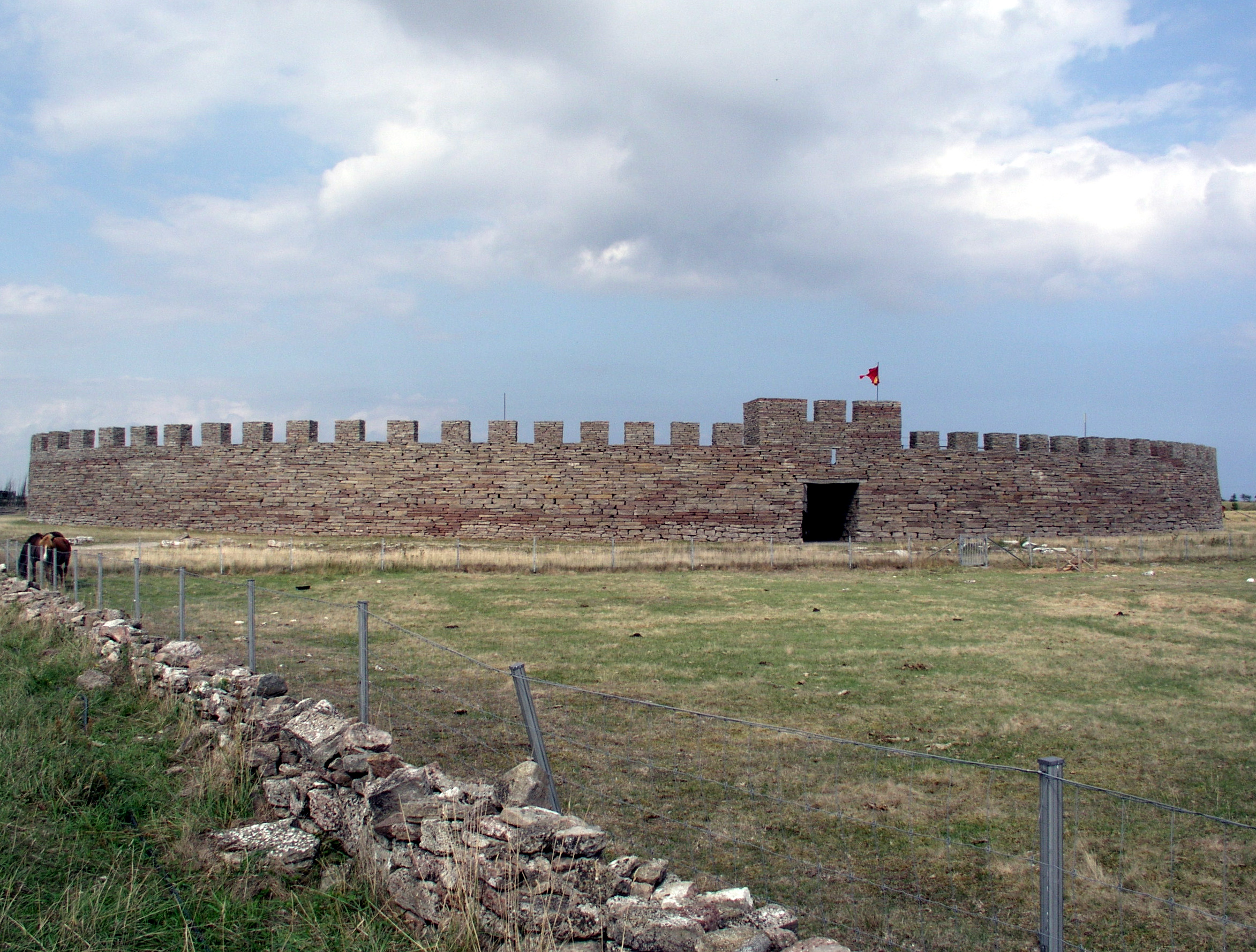
Eketorpのリングフォート

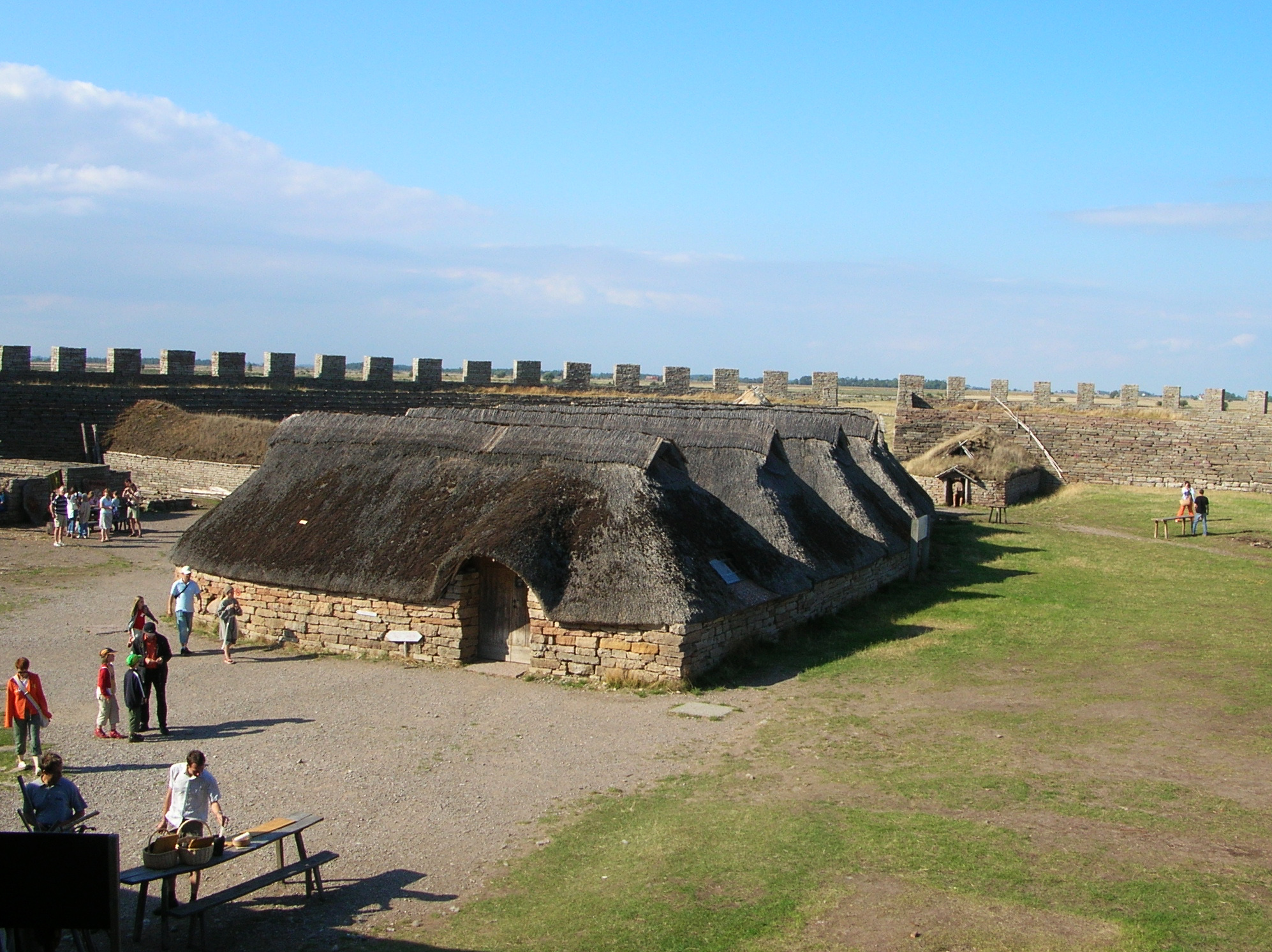
Eketorpの内部

先史時代の集落として最もよく知られている場所は島の東岸のAlbyにある。ここでの発掘の結果、当時潟だった場所の周りから木造の小屋の跡が見つかっている。また発見された加工品にはクマ、テン、アザラシ、ネズミイルカなどのものが含まれている。つまりは骨角器、ヘラジカの角の銛、火打石などの発見を通じて、彼らの狩猟採集技術が明らかになっているのである。
Eketorpの最もよく知られた遺跡を含めて、より後の時代のリングフォート（ringforts）の痕跡が多くある。青銅器時代と鉄器時代初期には、一帯の石灰岩平原で育つ限られた種の樹木への負担が極度に増加した。研究者には、Eketorpや他の遺跡で西暦500年ころに人々が謎の失踪を遂げているのは、こうした樹木の消失が原因になったことを示唆している。つまり、西暦500年頃に土地の生産能力よりも人口増加が上回ってしまったと考えられるのである。西暦800年から1000年頃になると、石灰岩平野の周縁部に様々なヴァイキングの集落が現れるようになる。

## 生態系

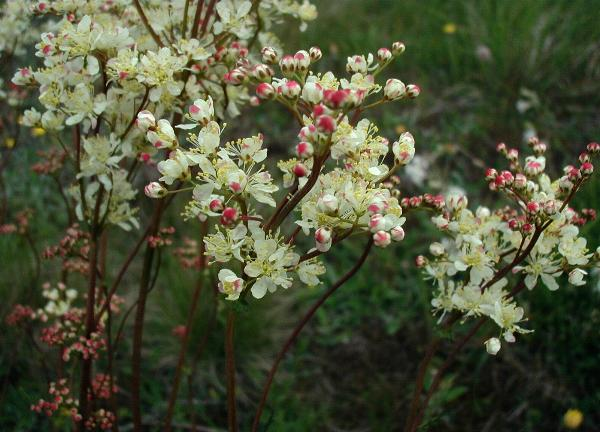
Stora Alvaretに見られるロクベンシモツケ

この地域の生物相に関する最初の科学的な調査記録は、1741年にこの地を訪れたカール・フォン・リンネのものである。彼はこの地のめずらしい生態系について「この最も乾燥した不毛の地でいくらかの植物はいかにして繁殖しえているのかは特筆に価する」と記述している。この地の植物相には氷河期からの残存種も含まれている。石灰岩の敷き詰められた平原の生態系には、実に多種多様な野草類が生育している。そこには、セダム、ロクベンシモツケ（dropwort）、アルテミシア・オエランディカ（Artemisia oelandica, エーランド島固有種のヨモギ属の植物）、Shrubby Cinquefoil, Common spotted orchid, kidney vetch などが含まれている。これらの野草のほとんどは5月から6月に開花する。
この石灰岩平原にはMeadow Oat-grass や Sheep's Fescueも生えているし、Hygrocybe persistens や Lepiota albaといった多くの菌類も生育しているのである。一帯は深刻な乾燥地帯として知られてはいるが、季節性の湿地や一時的な池（Vernal pool）はいくらか存在するし、特にAlby村北西のかつて潟だった場所ではそれが顕著である。

## 現在の村落と道路
Stora Alvaretの東、西、南の境界は、島全体を走っている二車線のハイウェイで区切られている。一定の緯度帯には、Stora Alvaretを直接に東西に横切る整備された道路はあまり存在しない。Stora Vickleby, Gettlinge, Grönhögen, Hulterstad, Alby, Triberga, Vället といった小村落は、石灰岩平原周縁部のハイウェイ沿いに存在している。平原の中にもMockelmossen, Solberga, Flisas といったより零細な小村落は存在している。古い村落の中には、Dröstorpのようにすっかり人のいなくなってしまったものもある。Stora Alvaretの最南端には、かつては王家の御用狩猟地で現在は自然保護区になっているOttenbyがある。

## 登録基準
この世界遺産は世界遺産登録基準のうち、以下の条件を満たし、登録された（以下の基準は世界遺産センター公表の登録基準からの翻訳、引用である）。
- (4) 人類の歴史上重要な時代を例証する建築様式、建築物群、技術の集積または景観の優れた例。
- (5) ある文化（または複数の文化）を代表する伝統的集落、あるいは陸上ないし海上利用の際立った例。もしくは特に不可逆的な変化の中で存続が危ぶまれている人と環境の関わりあいの際立った例。